# Siegfried Kasche
Siegfried Kasche (Strausberg 18. lipnja 1903. - Zagreb 7. lipnja 1947.) Obergruppenführer SA-a (Jurišnih odreda) i njemački veleposlanik pri NDH.
Sudio mu je Narodni sud u Jugoslaviji za "sudjelovanje u deportaciji i ubojstvima" koji ga je osudio na smrt.

## Predratni život
Kasche je rođen u Strausbergu u Brandenburgu, Njemačka 18. lipnja 1903. Nakon pohađanja kadetske škole u Potsdamu i vojne akademije Lichterfelde, razdoblje od 1919. – 1920. proveo je u Freikorpsu u Berlinu i baltičkim državama. Priključio se Sturmabteilungu 1925., gdje je dosegao čin gruppenführera, i NSDAP-u 1926. Od 1928. do 1931. Kasche je zamjenik Gauleitera (vođe stranačke oblasti NSDAP-a) u Ostmarku, te 14. rujna 1930. izabran je za Reichstag. Bio je jedan od rijetkih visokih časnika SA-a koji su preživjeli Noć dugih noževa 1934. god. Od 20. travnja 1941. do kraja rata u svibnju 1945., bio je veleposlanik Trećeg Reicha pri Hrvatskoj u Zagrebu.

## Veleposlanik pri NDH
Deset dana nakon što je doglavnik Slavko Kvaternik proglasio NDH, Kasche je stigao u Zagreb s funkcijom poslanika. Donio je zakon kojim se morala "zaštititi hrvatska arijevska krv". Pošto je NDH bila preblaga s obzirom na nacistički standard prema Židovima, naredio je da se iz svih logora NDH Židovi prebace u njemačke koncentracijske logore (nekoliko tisuća ljudi). Kasche je bio jedan od zagovarača ustaško-četničke suradnje što nije urodilo uspjehom zbog ustaško-četničke međusobne mržnje i stalnim ustaškim prijevarama nad četnicima. Cilj suradnje je trebalo biti uništenje partizana na području NDH. Nakon kapitulacije Njemačke, Kasche ostaje u NDH i radi plan o evakuaciji Hrvatskih oružanih snaga svjestan da partizani neće imati milosti prema zarobljenicima. U svibnju 1945. godine prebjegao je u inozemstvo. Kao ratni zločinac izručen je komunističkim vlastima u Jugoslaviji i osuđen na smrt.

## Ratni zločini
Tijekom Drugog svjetskog rata mnogi su Srbi bili deportirani iz Hrvatske, neki u Srbiju, a neki u Reich. Na Nürnberškom procesu održane je koferencija u njemačkom poslanstvu, gdje je predsjedavao Siegfried Kasche, "na kojoj je odlučeno da se prisilno evakuiraju Slovenaci u Hrvatskoj i Srbiju i Srbi iz Hrvatske u Srbiju. Ova odluka dolazi od telegrama Ministarstva vanjskih poslova, Broj 389, datirana 31. svibnja 1941."
Nakon rata, Kaschea su saveznici vratili u Jugoslaviju. Vrhovni sud Narodne Republike Hrvatske sudio mu je u svibnju 1947., osuđen i pogubljen vješanjem dne 7. lipnja 1947.